# Acclaim Entertainment
Acclaim Entertainment — американська компанія-розробник і видавець комп'ютерних ігор. Компанія розробляла, видавала, поширювала і забезпечувала ринкову підтримку комп'ютерних ігор на досить широкому розмаїтті ігрових платформ, в тому числі:

• систем 3 покоління: Sega  Master System (у Європі), NES;

• систем 4 покоління: Sega Mega Drive, SNES;

• систем 5 покоління: Sega Saturn,  Nintendo 64, PlayStation;

• систем 6 покоління: PlayStation 2, Xbox, Sega Dreamcast, Nintendo GameCube

• менш характерні ринки для компанії: PC і аркадні автомати.
Після закриття Acclaim Entertainment в 2004 році права на логотип і торгову марку були придбані сторонньою компанією Acclaim Games (нині також закритої). Throwback Entertainment, видавець комп'ютерних ігор з Канади, придбав права на більш ніж 150 найменувань з бібліотеки ігор Acclaim. У липні 2010 року компанія We Go Interactive (Сеул, Республіка Корея) викупила у Throwback Entertainment всі права, що відносяться до Re-Volt, RC Revenge Pro і RC De GO.

## Історія
Acclaim була створена в 1987 на основі загального корпоративного права штату Делавер і здійснювала діяльність в США, Великій Британії, Німеччині, Франції, Іспанії, Австралії та Японії. Кілька років на початку свого існування компанія займалася виключно виданням комп'ютерних ігор, віддаючи розробку ігор стороннім компаніям, а також локалізацією ігор іноземної розробки. У міру зростання Acclaim придбала у власність кілька незалежних розробників, включаючи Iguana Entertainmen (Остін, Техас, США), Probe Entertainment (Лондон, Велика Британія) і Sculptured Software (Солт-Лейк-Сіті, Юта, США). Останні дві з них були придбані в 1995 році.
Назва компанії було вибрано з тим, щоб при алфавітному перерахування Acclaim перебувала вище Activision, вихідцем з якої був один із засновників, а також вище Accolade, ще однієї компанії, заснованої вихідцями з Activision. Кумедний факт в тому, що свого часу той же принцип застосували засновники Activision, в свою чергу будучи вихідцями з Atari.
Безліч з випущених Acclaim ігор були ліцензовані: ігри за мотивами коміксів, телевізійних шоу (включаючи реслінг і анімаційні серіали), а також кінофільмів. Також компанія займалася портуванням багатьох аркадних ігор розробки Midway Games в першій половині 1990-х роках, включаючи серію Mortal Kombat. Іншою сферою діяльності було видання комп'ютерних ігор, розробники яких на момент видання не мали власного підрозділу в США, наприклад Double Dragon II: The Revenge від Technos Japan Corporation або Bust-a-Move від Taito Corporation. Однак в результаті поганого стану ринку аркадних ігор, зв'язаному зі зниженням інтересу і спадом продажів деяких основних ігрових серій, Acclaim позбавляється цілого ряду ліцензій. Одним з запізнілих відповідей на це став рефакторинг коду ігор серії Dave Mirra's Freestyle BMX.
Менш значною стороною бізнесу Acclaim було видання «офіційних посібників» для їх програмних продуктів, а також «спеціальних видань» журналів, коміксів через свою дочірню компанію Acclaim Comics для підтримки своїх найбільш прибуткових брендів. В ході цієї діяльності були розроблені формати зберігання відеоданих ASF / AMC, які досі використовуються.
Acclaim довго і успішно співпрацювала з Всесвітньою федерацією реслинга, починаючи з виходу гри WWF WrestleMania в 1988 році. Однак після того як ігри Acclaim не змогли домогтися того ж успіху, що і гри за мотивами Monday Night Wars Чемпіонату світу з реслінгу, видані THQ / AKI, WWE несподівано відкликає ліцензію Acclaim і передає її THQ в 1999. У відповідь на це Acclaim отримала ліцензію у Extreme Championship Wrestling, видавши після цього дві гри. На момент свого банкрутства в 2001 році, ECW мала заборгованість перед Acclaim. Пізніше, вже перебуваючи в скрутному фінансовому стані в останні роки свого існування, Acclaim випустила три гри про реслінгу під заголовком Legends of Wrestling.
Однак, поки Acclaim повільно наближалася до банкрутства, адміністратор Steve Perry був прийняв ряд спірних ділових і маркетингових рішень. Наприклад, компанія обіцяла приз в £ 500 для батьків з Великої Британії, які назвали свою дитину ім'ям «Turok», як частина кампанії з просування гри Turok: Evolution. Іншим прикладом може бути спроба придбати рекламне місце на діючому кладовищі для підтримки гри за мотивами коміксу Shadowman. 
У 2001 році студія Probe Entertainment перейменовується в Acclaim Cheltenham. Роком пізніше Acclaim набуває більшу частину майна студії Software Creations, заснувавши на ньому новий колектив розробників - Acclaim Studios Manchester. У грудні того ж 2002 року компанія вирішує закрити студію в Солт-Лейк-Сіті, відому раніше як Sculptured Software.
Acclaim стає об'єктом безлічі судових справ, заявниками значної частини яких стали колишні партнери. Мері-Кейт Олсен і Ешлі Фуллер Олсен, наприклад, заявили про неоплачені авторські відрахування.
Для збільшення продажів в якості жесту «останньої надії» в останніх іграх серії BMX - BMX XXX - був доданий нудистський, еротичний і частково порнографічний контент (FMV-відеовставкі зі стриптизерками і сценами наїзниць). Однак, як і всі ігри Acclaim того часу, ці ігри продавалися погано і саркастично критикувалися за контент і погану ігрову механіку. Dave Mirra публічно відмовився від причетності до BMX XXX, стверджуючи, що він не був притягнутий до прийняття рішення про включення нудистського контенту в гру, і подав позов до Acclaim через острах бути асоційованим з BMX XXX.  З іншого боку виступили інвестори, які звинуватили менеджмент Acclaim в публікації звітності, що вводить в оману.
В результаті вкрай поганих продажів відеопродукції та комп'ютерних ігор від Acclaim, в 2004 році компанія зіткнулася з серйозними фінансовими проблемами. Як наслідок були закриті студії Acclaim Studios Cheltenham і Acclaim Studios Manchester у Великій Британії і відділення в інших місцях, а також було подано прохання про захист від кредиторів на підставі глави 11 Кодексу США про банкрутство, через що більшість працівників не отримали ніяких виплат. Серед ігор в розробці на той момент були Emergency Mayhem, Kung Faux і Made Man.
7 вересня 2004 до справи про банкрутство Нью-Йоркського суду з банкрутств США було долучено заяву про банкрутство Acclaim на підставі глави 7 Кодексу США про банкрутство, що фактично знищило компанію в результаті ліквідації всіх наявних активів для погашення боргу, оціненого максимально в 100 млн доларів США .
У жовтні 2004 була зроблена спроба відновлення студій в Челтнемі і Манчестері під новою назвою Exclaim, але вона провалилася через суперечки щодо прав на інтелектуальну власність, порушених як у США, так і в самій Великій Британії.
За повідомленнями в серпні 2005 року Говард Маркс, керівник з Activision придбав права на назву «Acclaim» за 100 тисяч доларів. На початку 2006 Маркс створює нову компанію, назвавши її Acclaim Games. Згідно зі статутними документами компанії, Acclaim Games націлена на ринки дитячих і підліткових багатокористувацьких ігор США і Великої Британії. Однак, справи у новій інкарнації Acclaim Не пішли успішно через проблеми з підключенням, оплатою і недоліком протидії нечесним гравцям. В результаті Acclaim Games отримала рівень «F» від відділення Better Business Bureau по Лос-Анджелесу і Південної Каліфорнії.
У 2006 році Throwback Entertainment, виробник комп'ютерних ігор, що розглядав раніше покупку Acclaim Entertainment, повідомив про покупку прав на більш ніж 150 найменувань ігор Acclaim і обіцяв вдихнути нове життя і вивести в наступне покоління такі бренди як Re-Volt, Extreme-G, Gladiator: Sword of Vengeance, Vexx, Fur Fighters і безліч інших.
У липні 2010 року стало відомо про угоду між Throwback Entertainment і We Go Interactive, по якій остання отримує всі права на інтелектуальну власність, що стосується ігор Re-Volt, RC Revenge Pro і RC De Go.
1. ↑  National Software Reference Library